# Алекс Нойес
Алекзандър Кроуфърд Нойес е барабанистът на американската поп рок група Honor Society и бившият барабанист на известната поп група Jonas Brothers (2005 – 2006).

## Живот и кариера
Нойес е роден в Уейн, Ню Джързи и посещава едно и също училище като Кевин Джонас. Докато е барабанист на Jonas Brothers, ходи на няколко турнета с тях и свири на сцената с имена като Кели Кларксън, Backstreet Boys, Aly&AJ, Джеси Маккартни и други.
Алекс напуска Jonas Brothers и се присъединява към Honor Society, с които е все още. В началото си групата репетира в неговото мазе. През 2009 Honor Society са на турне с Jonas Brothers и Джордин Спаркс, по време на което провеждат и свое собствено – Full Moon Crazy Tour.